# Hallsbergs socken
Hallsbergs socken i Närke ingick i Kumla härad, uppgick 1963 i Hallsbergs köping och området ingår sedan 1971 i Hallsbergs kommun i Örebro län och motsvarar från 2016 Hallsbergs distrikt.
Socknens areal var 115,96 kvadratkilometer, varav 108,66 land. År 2000 fanns här 8 034 invånare. Tätorten Hallsberg någon kilometer från sockenkyrkan Hallsbergs sockenkyrka ligger i socknen.

## Administrativ historik
Hallsbergs socken har medeltida ursprung. 
Vid kommunreformen 1862 övergick socknens ansvar för de kyrkliga frågorna till Hallsbergs församling och för de borgerliga frågorna till Hallsbergs landskommun. Ur landskommunen utbröts 1908 Hallsbergs köping som landskommunen senare 1963 uppgick i. Hallsbergs köping ombildades 1971 till Hallsbergs kommun.
1 januari 2016 inrättades distriktet Hallsberg, med samma omfattning som församlingen hade 1999/2000.
Socknen har tillhört fögderier, tingslag och domsagor enligt vad som beskrivs i artikeln Kumla härad.  De indelta soldaterna tillhörde Närkes regemente, Kumla kompani och Livregementets husarkår, Västernärke skvadron.

## Geografi
Hallsbergs socken ligger i södra Närke med sjön Tisaren och Svennevadsån i söder. Socknen är slättbygd på Närkeslätten i norr och söder om Hallsbergsförkastningen en skogsbygd.

## Fornlämningar
Fyra gravfält med domarringar från järnåldern är funna liksom två fornborgar. En offerkälla är känd vid Norrby.

## Namnet
Namnet (1391 Halsbergha') kommer från platsen för kyrkan. Efterleden är troligen namnet på intilliggande gården, Berg(a) syftande på höjden kyrkan ligger på. Förleden kan möjligen innehålla mansnamnet Hallr, vilket ger tolkningen 'Halls gård i Berg'.

## Befolkningsutveckling
| Befolkningsutvecklingen i Hallsbergs socken 1800–1990                                                   | Befolkningsutvecklingen i Hallsbergs socken 1800–1990 | Befolkningsutvecklingen i Hallsbergs socken 1800–1990 | Befolkningsutvecklingen i Hallsbergs socken 1800–1990 | Befolkningsutvecklingen i Hallsbergs socken 1800–1990 |
| --- | ----------------------------------------------------- | ----------------------------------------------------- | ----------------------------------------------------- | ----------------------------------------------------- |
| |                                                       |                                                       |                                                       |                                                       |
| År |                                                       |                                                       | Folkmängd                                             |                                                       |
| 1800 | 1800                                                  |                                                       | 1 164                                                 |                                                       |
| 1810 | 1810                                                  |                                                       | 1 236                                                 |                                                       |
| 1820 | 1820                                                  |                                                       | 1 269                                                 |                                                       |
| 1830 | 1830                                                  |                                                       | 1 493                                                 |                                                       |
| 1840 | 1840                                                  |                                                       | 1 626                                                 |                                                       |
| 1850 | 1850                                                  |                                                       | 1 693                                                 |                                                       |
| 1860 | 1860                                                  |                                                       | 1 855                                                 |                                                       |
| 1870 | 1870                                                  |                                                       | 2 304                                                 |                                                       |
| 1880 | 1880                                                  |                                                       | 2 740                                                 |                                                       |
| 1890 | 1890                                                  |                                                       | 2 847                                                 |                                                       |
| 1900 | 1900                                                  |                                                       | 3 121                                                 |                                                       |
| 1910 | 1910                                                  |                                                       | 4 297                                                 |                                                       |
| 1920 | 1920                                                  |                                                       | 4 785                                                 |                                                       |
| 1930 | 1930                                                  |                                                       | 5 039                                                 |                                                       |
| 1940 | 1940                                                  |                                                       | 5 071                                                 |                                                       |
| 1950 | 1950                                                  |                                                       | 6 512                                                 |                                                       |
| 1960 | 1960                                                  |                                                       | 7 714                                                 |                                                       |
| 1970 | 1970                                                  |                                                       | 9 049                                                 |                                                       |
| 1980 | 1980                                                  |                                                       | 8 666                                                 |                                                       |
| 1990 | 1990                                                  |                                                       | 8 460                                                 |                                                       |
| Anm: Källor: Umeå universitet - Tabellverket 1749-1859, Demografiska databasen, CEDAR, Umeå universitet |                                                       |                                                       |                                                       |                                                       |